# تامارا اچگوین
تامارا اچگوین (اسپانیایی: Támara Echegoyen‎؛ زادهٔ ۱۷ فوریهٔ ۱۹۸۴) قایقران قایق بادبانی اهل اسپانیا است.